# Manfred Ainedter
Manfred Ainedter (* 17. August 1951) ist ein österreichischer Rechtsanwalt und Strafverteidiger, der insbesondere durch die Vertretung prominenter Mandanten Bekanntheit erlangte.

## Leben und Karriere
Manfred Ainedter wurde als Sohn eines Rauchfangkehrermeisters geboren.  Er promovierte 1975 zum Doktor der Rechte. Am 9. September 1980 eröffnete er seine eigene Kanzlei und ist seither als selbstständiger Rechtsanwalt tätig. Seit 2012 führt er die Kanzlei gemeinsam mit seinem Sohn, Klaus Ainedter. Von 1990 bis 2002 war Ainedter Mitglied des Ausschusses der Rechtsanwaltskammer Wien. In dieser Funktion war er ständiger Referent für Strafsachen sowie Pressesprecher für strafrechtliche Belange.
Zu seinen bekanntesten Mandanten zählen der ehemalige Finanzminister Karl-Heinz Grasser, den er im sogenannten Buwog-Prozess verteidigte, sowie der Ex-Radrennfahrer Bernhard Kohl in dessen Dopingfall.
Ainedter verteidigte den ehemaligen kasachischen Botschafter in Österreich, Rachat Älijew, der in Österreich wegen des Verdachts der Beteiligung an Entführungen angeklagt war. Älijew soll sich 2015 mit Mullbinden und einem Kleiderhaken in der Justizanstalt Wien-Josefstadt erhängt haben.
Ainedter ist bekannt für seine enge Vernetzung innerhalb der Justiz und seine kommunikative Herangehensweise an Strafverfahren. Er pflegt zahlreiche Kontakte zu Richtern, Staatsanwälten und Medienvertretern, was ihm sowohl Anerkennung als auch Kritik eingebracht hat. Neben seiner juristischen Tätigkeit setzt er sich auch öffentlich für gesellschaftspolitische Themen ein.
Ainedter ist Gründer der Plattform „Rauchfrei(heit)!“ und kritisierte in der Vergangenheit mehrfach den Vorstoß der Grünen für ein allgemeines Rauchverbot in Österreich und betonte die Bedeutung der persönlichen Entscheidungsfreiheit. In einem Streitgespräch mit der Ärztin Daniela Jahn-Kuch äußerte Ainedter, dass er das aufgehobene Rauchverbot begrüße und den sogenannten „Gesundheitsterror“ für überzogen halte.
Neben seiner beruflichen Tätigkeit ist Ainedter auch häufig in der österreichischen Gesellschaftsszene präsent. Er nimmt an zahlreichen Veranstaltungen teil und engagiert sich für wohltätige Zwecke, insbesondere im Bereich der Krebshilfe, an der auch seine Frau aktiv beteiligt ist. Seine Frau ist als Eventmanagerin und Hochzeitsplanerin tätig.
Im Jahr 2010 veröffentlichte er das Buch „Ein Fall für Zwei“, in dem er Ehetipps aus der Sicht eines Scheidungsanwalts gibt.

## Veröffentlichungen
Ein Fall für Zwei: Ehetipps vom Scheidungsanwalt, edition a, Wien 2010, ISBN 978-3861896173.